# Syrokomla (herb szlachecki)
Syrokomla – polski herb szlachecki, noszący zawołanie Syrokomla. Wzmiankowany w najstarszym zachowanym do dziś polskim herbarzu, Insignia seu clenodia Regis et Regni Poloniae, spisanym przez historyka Jana Długosza w latach 1464–1480. Syrokomla jest jednym z 47 herbów adoptowanych przez bojarów litewskich na mocy unii horodelskiej z 1413 roku.
Herb występował głównie wśród rodzin osiadłych w ziemi krakowskiej i sandomierskiej. Spośród najbardziej znanych rodów pieczętujących się herbem Syrokomla, należy wymienić Grocholskich i Sołtanów.
Syrokomli używali też Marian Zyndram-Kościałkowski.

## Opis herbu

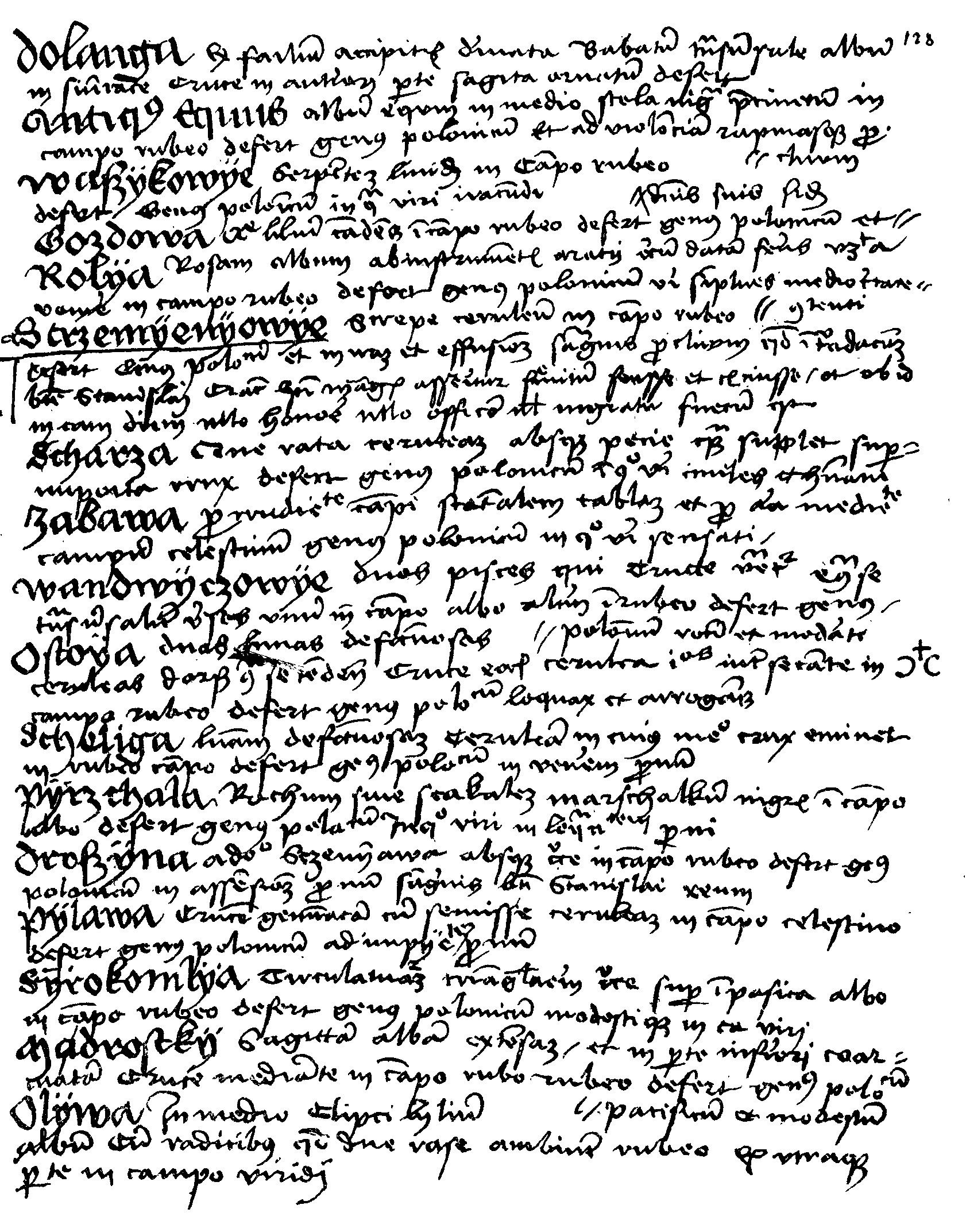
Jedna ze stron manuskryptów Jana Długosza, zawierająca opisy polskich herbów

### Opis historyczny
Jan Długosz (1415–1480) blazonuje herb i opisuje herbownych następująco:

Syrokomlya, circulaturam triangularem, cruce super imposita alba, in campo rubeo defert. Genus Polonicum modestique in eo viri.

Po przetłumaczeniu:

Syrokomla, trójkątny okrąg, który na szczycie biały krzyż w polu czerwonym nosi. Ród Polski, mężowie skromni.

Kasper Niesiecki, podając się na dzieła historyczne Bartosza Paprockiego, Szymona Okolskiego i Marcina Bielskiego, opisuje herb:

Abdank biały zwyczajny powinien być w polu czerwonem, ale na wierzchu jego we środku krzyż złoty, na hełmie nad koroną takiż Abdank biały, z krzyżem.

### Opis współczesny
Opis skonstruowany współcześnie brzmi następująco:
Na tarczy w polu czerwonym łękawica srebrna z zaćwieczonym takimż krzyżem kawalerskim ćwiekowym.
W klejnocie samo godło.
Labry herbowe czerwone, podbite srebrem.

## Geneza

### Najwcześniejsze wzmianki
Najwcześniejsze lokalne źródło heraldyczne wymieniające ten herb to wspomniane już wcześniej Insignia seu clenodia Regis et Regni Poloniae, datowane na lata 1464–1480. Autorem tego dzieła jest polski historyk, Jan Długosz.
W wyniku unii horodelskiej w 1413 przeniesiony na Litwę.

## Herbowni

### Lista Tadeusza Gajla
Lista herbownych w artykule sporządzona została na podstawie wiarygodnych źródeł, zwłaszcza klasycznych i współczesnych herbarzy. Należy jednak zwrócić uwagę na częste zjawisko przypisywania rodom szlacheckim niewłaściwych herbów, szczególnie nasilone w czasie legitymacji szlachectwa przed zaborczymi heroldiami, co zostało następnie utrwalone w wydawanych kolejno herbarzach. Identyczność nazwiska nie musi oznaczać przynależności do danego rodu herbowego. Przynależność taką mogą bezspornie ustalić wyłącznie badania genealogiczne.
Pełna lista herbownych nie jest dziś możliwa do odtworzenia, także ze względu na zniszczenie i zaginięcie wielu akt i dokumentów w czasie II wojny światowej (m.in. w czasie powstania warszawskiego w 1944 spłonęło ponad 90% zasobu Archiwum Głównego w Warszawie, gdzie przechowywana była większość dokumentów staropolskich). Lista nazwisk znajdująca się w artykule pochodzi z Herbarza polskiego, Tadeusza Gajla (194 nazwisk). Występowanie na liście nazwiska nie musi oznaczać, że konkretna rodzina pieczętowała się herbem Syrokomla. Często te same nazwiska są własnością wielu rodzin reprezentujących wszystkie stany dawnej Rzeczypospolitej, tj. chłopów, mieszczan, szlachtę. Jest to jednakże dotychczas najpełniejsza lista herbownych, uzupełniana ciągle przez autora przy kolejnych wydaniach Herbarza. Tadeusz Gajl wymienia następujące nazwiska uprawnionych do używania herbu Syrokomla:
|  | Andronowicz, Auzbikowicz, Auzbukiewicz, Aziubekowicz. Bałwanowicz, Banowski, Bańkowski, Baranowicz, Beynar, Biczewski, Bohuszewicz, Bortkiewicz, Bułhak, Bułharyn, Burdzicki, Burdziński, Butkiewicz. Chabowski, Chalecki, Chominicz, Chorzewski, Chybicki, Ciżewski, Ciżowski, Czechowicz, Czyżewski. Dawidowicz, Draniewicz, Dziewiecki, Dziewlewski, Dziewoczka, Dziewoczko, Dziwiński. Gasztowt, Gawroński, Gogitowt, Golgin, Gosztowt, Gożtowt, Grocholski, Gucewicz, Gumkowski. Halecki, Harasimowicz-Broniuszyc, Horszewski, Horszowski, Hryhorewicz. Iłgowski, Imszennik, Imszeński, Iwanowicz, Iwanowski. Jacynicz, Jałyński, Janowski, Jeleniewski, Jeleniowski, Jodławski, Jursza. Karnicki, Karoński, Kaznowski, Kęsicki, Kiiński, Kijankowski, Kijanowski, Kijańkowski, Kijański, Kijeński, Kiltynowicz, Kiński, Kirkiłło, Kondracki, Kondradzki, Kondrat, Kondratowicz, Kondratowski, Konratowicz, Konratowski, Kornatowski, Korzekwicki, Korzenicki, Kosiałkowski, Kościałkowski, Kozłowicz, Kruczek, Krzepicki, Kupść, Kurdwanowski, Kuszelewski. Łapicki. Maj, Makar, Makara, Masło, Mentrym, Minelg, Minelgowicz, Mingel, Mingiel, Mingielewicz, Mingin, Minigajło, Modzelewski, Montrym, Montrymowicz. Niewiardomski. Ososko. Pieślak, Płaszowski, Przybora, Przymulski, Puchaczewski, Puchłowski, Puciata, Puciatczyc, Puciato, Puciatyc, Puciatycz, Pugaczewski, Pulia, Putiata, Putiatycki, Putiatycz, Putyatycki. Rekść, Rekuć. Sachniewicz, Sachnowicz, Sapalski, Sehem, Seheń, Sicheń, Sieheń, Sielanka, Sielanko, Siemaszko, Siemaszkowicz, Siemienowicz, Siemionowicz, Siwczyński, Smereczyński, Sołłohub, Sołohub, Sołtan, Sopiński, Soroczyński, Stankunowicz, Starosielski, Starowolski, Stecki, Stefanowicz, Stefanowski, Syrokomla, Szwyaszkowski. Śnieszkowski, Świaszkowski, Świeszkowski, Święszkowski, Świężkowski. Traczewski, Turowicki, Tyżewski. Ussiłowicz, Uściłowicz. Wahanowski, Wasielkiewicz, Wasilewicz, Wasilewski, Wasilkiewicz, Wasztok, Węsierski, Wieliczki, Wieliczko, Witkiewicz, Witkowicz, Witoniski, Witort, Witowski, Wojczun, Wojtałowicz, Wojtołowicz, Wyrwicz, Wytoniski. Zagrocki, Zagrodzki, Zając, Zaklika, Zakliko, Zubowicz. Żołądź, Żołędź, Żołłądź, Życzyński. Tadeusz Gajl, Herbarz Polski |

### Pozostałe nazwiska
Jury Łyczkowski, na swojej stronie dotyczącej heraldyki, wspomina również o nazwiskach Andrusiewicz, Bułat, Hołub i Wołczecki .

## Odmiany
| Odmiany herbu Syrokomla | Odmiany arystokratyczne herbu Syrokomla | Herby uznawane za odmiany tylko przez pojedynczych heraldyków |  |

## Galeria

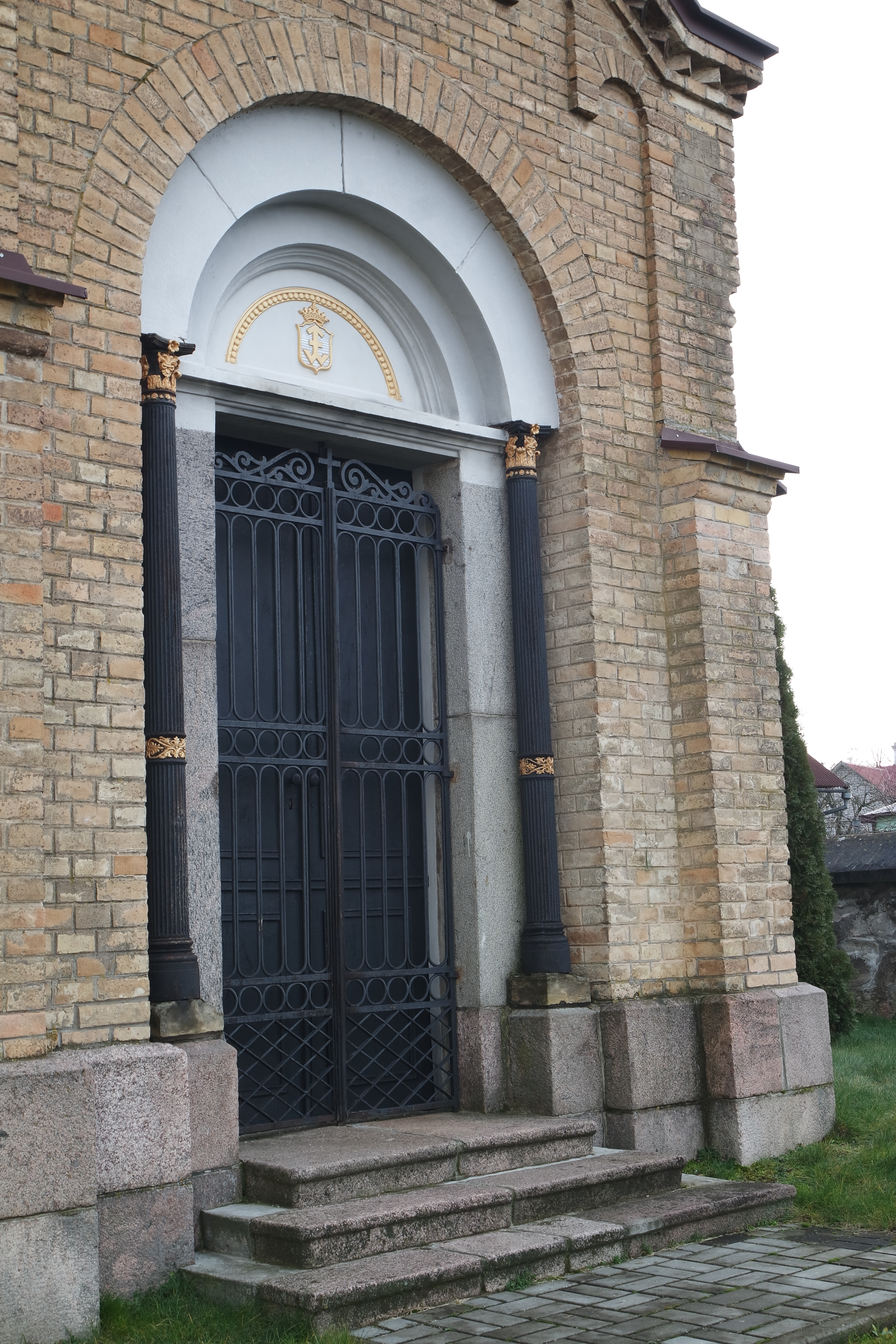
Grobowiec rodziny Sieheniów herbu Syrokomla, znajdujący się obecnie na Białorusi.
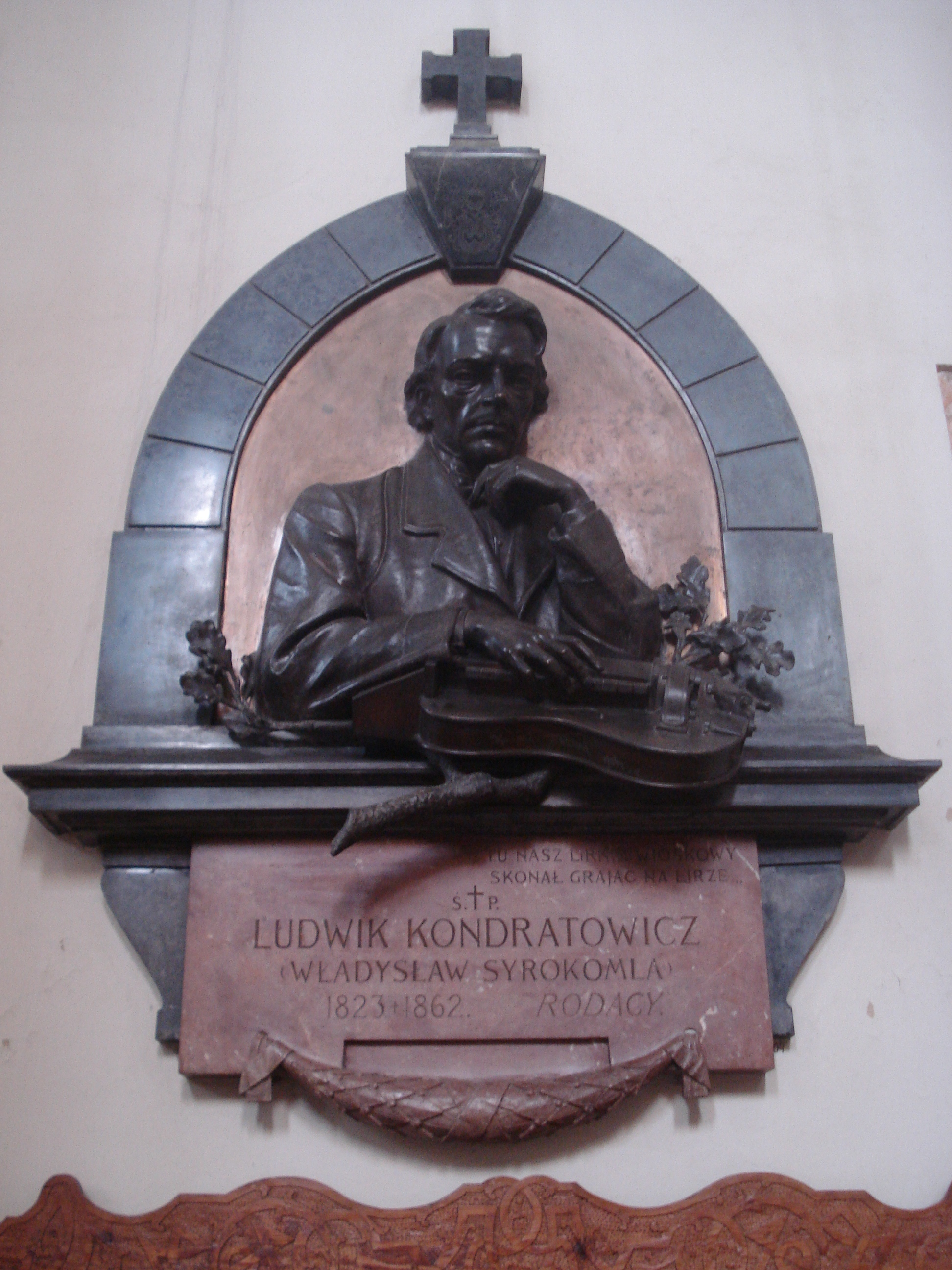
Ledwo widoczny herb Syrokomla (pod krzyżem) na pomniku Władysława Syrokomli
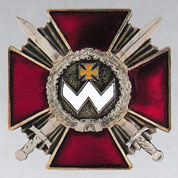
Ukraiński Order Bohdana Chmielnickiego III klasy z herbem Syrokomla